# Gjemnes
Gjemnes là một đô thị ở hạt Møre og Romsdal, Na Uy trên bán đảo Romsdal.
Đô thị này được lập ngày 1 tháng 9 năm 1893 (từ các khu vực của Kvernes, Øre và Frei). Phần còn lại của Øre đã được nhập với Gjemnes vào ngày 1 tháng 1 năm 1965.
Trung tâm hành chính là Batnfjordsøra - có 1000 dân. Batnfjordsøra nằm ở Batnfjord trước đây là một nơi cập tàu hơi nước. Các làng khác bao gồm: Torvikbukt, Flemma, Angvik, Gjemnes and Osmarka.